# Adão-ondi-Amã
Adão-ondi-Amã é um local histórico ao longo do rio Grande no Condado de Daviess, Missouri. Segundo A Igreja de Jesus Cristo dos Santos dos Últimos Dias, é o local onde viviam Adão e Eva depois de serem expulsos do Jardim do Éden, e será um ponto de encontro de uma reunião da liderança do sacerdócio, incluindo os profetas de todas as épocas e de outras pessoas justas, antes da Segunda Vinda de Jesus Cristo.
É o local proposto para a construção de um templo de A Igreja de Jesus Cristo, embora os esforços para construir um templo haviam parado no século IXX, como resultado da Guerra Mórmon em 1838 para expulsar os Santos do Missouri. Adão-ondi-Amã foi um ponto de conflito durante a guerra.
Depois que os santos foram expulsos, o local foi rebatizado Cravensville. Foi o local de uma batalha durante a Guerra Civil Americana, em 4 de agosto de 1862, quando as tropas da União tentaram reunir reforços na Primeira Batalha de Independência. Seis confederados foram mortos e 10 feridos. As forças da União tiveram cinco feridos.
A maior parte do local é agora propriedade de A Igreja de Jesus Cristo e continua a ser predominantemente agrícola.
Adão-Ondi-Amã é objeto de uma revelação registrada no livro de Doutrina e Convênios, "Spring Hill é chamado pelo Senhor Adão-Ondi-Amã, porque, disse ele, é o lugar onde Adão virá para visitar seu povo, ou o Ancião de Dias se assentará, como mencionado por Daniel, o profeta. " 